# Bayadera serrata
Bayadera serrata е вид водно конче от семейство Euphaeidae.

## Разпространение
Видът е разпространен в Китай (Юннан).